# Мустафа Наххас-паша
Мустафа Наххас-паша (араб. مصطفى النحاس باشا‎; 15 июня 1879, Саманд, Гарбия, Османский Египет — 23 августа 1965, Александрия, Египет) — египетский государственный деятель, пять раз занимавший должность премьер-министра.

## Биография
Родился в семье торговца пиломатериалами. Окончив в 1900 году Хелуанскую юридическую школу, работал адвокатом сначала в конторе Мохаммада Фарида, а затем имел собственную практику в Мансуре. В 1904 году стал судьёй в г. Танта. После того как он присоединился к партии «Вафд» (1919) был освобождён от должности судьи. В 1921—1923 годах находился вместе со своим политическим союзником Саад Заглул Пашой в изгнании на Сейшельских островах.
Вернувшись в Египет, он был избран в первый состав Палаты депутатов (1923) и назначен в 1924 году министром коммуникаций. В 1926 году был избран заместителем, а в 1927 году — председателем Палаты депутатов. Как председатель партии «Вафд» пять раз назначался на пост премьер-министра Египта (1928, 1930, 1936—1937, 1942—1944, и, наконец, с 1950 по 1952 год).
Во время первого срока во главе правительства в 1928 году (одновременно был министром внутренних дел) пытался стабилизировать общественно-политическую ситуацию в стране, поддерживать хорошие отношения с Великобританией. Тем не менее, в целях поддержания авторитета в обществе, в феврале 1928 г. отменил закон 1925 г., ограничивавший свободу собраний. Под британским давлением ему пришлось отказаться от этого решения, которое было воспринято как его личное поражение. Ряд министров в знак протеста ушли в отставку. В июне 1928 года глава кабинета бездоказательно обвинил прессу в коррупции, подозревая короля в стремлении установить авторитарную власть. В итоге был отправлен в отставку.
После победы «Вафд» на выборах 1929 года вновь занял пост премьер-министра. Изначально заявлял о том, что будет выступать против королевской власти и защищать конституционный порядок. Одновременно начал модернизацию страны, организовал Каирскую фондовую биржу, провел реформу тарифов, начал реализацию аграрной реформы и создание трудового права. Но основной задачей считал возобновление переговоров с англичанами по поводу будущих отношений. Первоначально они шли успешно, но в конце концов были приостановлены из-за разногласий по Судану. Отказ согласовать новый договор стал политическим поражением правительства. В то же время, под влиянием глобального кризиса, ухудшилось экономическое положение Египта. Ситуацией воспользовалась Либерально-конституционной партия, по призыву которой король Ахмед Фуад I распустил парламент и назначил новый кабинет.
Его третий премьерский срок (1936—1937) начался после победы партии «Вафд» на парламентских выборах 1936 года. Смерть Ахмеда Фуада I и нахождение во главе страны несовершеннолетнего Фарука позволило кабинету начать комплексную программу реформ, провести амнистию для участников политических протестов и инициировать 20%-нтную скидку на все кредиты для бедных фермеров. Завершив переговоры с Великобританией, подписал Англо-египетский договор (1936). После подписания Договора в 1937 г. Египет вступил в Лигу Наций, что де-факто превращало страну в независимое государство. Однако, заключение договора вызвало жесткую критику со стороны националистически настроенных сил как в стране так и в «Вафде», в ноябре 1937 года на Наххаса было совершено покушение военным, связанным с партией «Миср аль-Фатах» («Молодой Египет»), а в конце того же года король Фарук I отправил правительство в отставку.
Четвёртый раз был назначен на пост премьер-министра (1942—1944) на фоне смещения под давлением Великобритании кабинета Хусейна Сирри-паши, который испытывал симпатии к действиям Третьего Рейха и его союзнице — фашистской Италии. Вмешательство англичан и согласие с их действиями со стороны руководства «Вафд» негативно сказалось на популярности нового премьера. В 1944 году выступил одним из основателей Лиги арабских государств. При этом во время арабского восстания основал Высший арабский комитет по защите прав палестинского народа.
Пятый кабинет во главе с Наххас-пашой (1950—1952) был сформирован по итогам парламентских выборов 1950 года. Глава правительства незамедлительно возобновил переговоры с Великобританией по пересмотру Договора 1936 года, прежде всего, требуя отмены военного союза между двумя странами. При этом США и Великобритания, напротив, требовали от короля Фарука укрепления военного сотрудничества с западными державами. В октябре 1951 года премьер осудил Англо-египетский договор (1936), который сам же и подписал и затем начал переговоры с Советским Союзом по поводу заключения договора о ненападении. Это заявление привело к антибританским беспорядкам, 20 января 1952, в так называемую «черную субботу» в результате столкновений в Каире погибли десятки европейских граждан. После этого события король Фарук распустил правительство. При этом антибританские шаги кабинета стали одной из причин Июльской революции, после которой бывший премьер был заключён в тюрьму. Вместе с женой, Зайнаб Ганем Эль-Вакиль, происходившей из известной семьи и которая была более чем на 30 лет моложе, чем муж и имела на него сильное влияние, он провёл 1953 и 1954 годов, находясь в заключении.
Его похороны в августе 1965 года вылились в массовую демонстрацию, которую правительство Насера вытерпело, но не приветствовало. Десятки тысяч людей шли в траурной процессии, скандировавшей: «Нет лидера после вас, Наххас».